# Лука Павићевић
Лука Павићевић (Титоград, 17. јуна 1968) је бивши српско-црногорски кошаркаш, а садашњи кошаркашки тренер. Играо је на позицији плејмејкера.

## Клупска каријера
Павићевић је каријеру почео у Будућности, да би 1985. године отишао у Сједињене Америчке Државе и играо две године у универзитетској лиги (НЦАА) за Универзитет Јуту.
Највише успеха као играч имао је у сплитској Југопластици са којом је четири пута освајао Прву лигу СФРЈ (1988, 1989, 1990 и 1991) и три пута Куп европских шампиона (данас Евролига; 1989, 1990, 1991). Због почетка рата у Хрватској 1991. године напушта Сплит.
Такође, у каријери је играо још за Цибону, Раднички, Пролетер, ФМП, Црвену звезду, Беобанку, Нахарију (Израел), Хонку (Финска), Шопрон (Мађарска), Анвил (Пољска), Работнички (Македонија) и Безансон (Француска).

## Тренерска каријера

### Клупска
Тренерску каријеру је 2003. године започео у ОКК Београду. У сезони 2004/05. је тренирао КК Атлас који је довео до полуфинала домаћег Купа Радивоја Кораћа. Са Хемофармом је у сезони 2005/06. стигао до финала Купа Радивоја Кораћа и полуфинала УЛЕБ купа. У сезони 2006/07. тренирао је грчки Паниониос.
Крајем јуна 2007. године је постављен за тренера Албе из Берлина. Лука Павићевић је на клупи Албе провео три и по године. У првој сезони на клупи берлинског клуба је освојио шампионску титулу, осму у клупској историји, и изборио учешће у Евролиги. У наредној сезони је у најјачем такмичењу на Старом континенту стигао до Топ 16 фазе Евролиге. У сезони 2009/10. је водио Албу до финала Еврокупа, где је поражен од Валенсије, а није успео да освоји титулу у Немачкој. Отказ је добио 22. јануара 2011. године, у моменту када се клуб налазио на четвртом месту немачке Бундеслиге са скором од 13 победа и шест пораза. У новембру 2011. добија посао тренера француског прволигаша Шорал Роана. По завршетку такмичарске 2013/14, у којој је Роан испао у други ранг такмичења, Павићевић је споразумно раскинуо уговор са клубом.
Крајем новембра 2015. преузео је подгоричку Будућност. Са екипом Будућности је освојио Куп Црне Горе 2016. године. Ипак, након неочекиваног пораза од Мега Лекса у полуфиналу плејофа Јадранске лиге, Павићевић је смењен 24. марта 2016. године.
У лето 2017. године преузео је јапански Токио Алварк. Са њима је два пута узастопно (2018, 2019) освојио првенство Јапана. Напустио је Токио по окончању 2021/22. сезоне.

### Репрезентативна
Био је тренер кошаркашке репрезентације СЦГ до 20 година на Европском првенству за младе, 2005. године у Русији, са којом је освојио бронзану медаљу. Такође је био тренер универзитетске селекције Србије са којом је освојио златну медаљу на Летњој универзијади 2011. у Шенжену.
Павићевића је крајем децембра 2011. године Кошаркашки савез Црне Горе именовао за селектора кошаркашке репрезентације Црне Горе. Тиме је он постао трећи селектор кошаркашке репрезентације Црне Горе од њеног оснивања. Након неуспеха у квалификацијама за Европско првенство 2015, Павићевић је поднео оставку.
Током 2015. године је био селектор репрезентације Ирана. У децембру 2016. године постављен је за селектора Јапана.

## Трофеји

### Играчки
- Цибона:
  - Куп Југославије (1): 1988.
- Југопластика:
  - Куп европских шампиона (3): 1988/89, 1989/90, 1990/91.
  - Првенство Југославије (3): 1988/89, 1989/90, 1990/91.
  - Куп Југославије (2): 1990, 1991.
- ФМП Железник:
  - Куп СР Југославије (1): 1997.

### Тренерски
- Алба Берлин:
  - Првенство Немачке (1): 2007/08.
  - Куп Немачке (1): 2009.
- Будућност:
  - Куп Црне Горе (1): 2016.
- Алварк Токио:
  - Првенство Јапана (2): 2017/18, 2018/19.